# Lampris incognitus
Lampris incognitus (engl.: Smalleye Pacific Opah) ist eine Fischart aus der Gattung der Gotteslachse (Lampris), die im zentralen und nordöstlichen Pazifik vorkommt. Sie wurde erst im Jahr 2018 als von Lampris guttatus unterschiedliche Art beschrieben, nachdem eine auf DNA-Vergleichen beruhende Untersuchung aus dem Jahr 2014 ergab, dass sich hinter der Bezeichnung Lampris guttatus fünf kryptische Arten verbargen.

## Merkmale
Wie alle Gotteslachse ist Lampris incognitus ein großwüchsiger Fisch mit annähernd rundem, seitlich abgeflachtem Körper. Die bei der Erstbeschreibung untersuchten Typusexemplare hatten Standardlängen von 82,8 und 86,2 cm, wobei die Körperlänge das 1,4- bis 1,5fache der Körperhöhe ausmacht. Die Fische sind auf dem Rücken stahlblau und auf der Bauchseite silbrig gefärbt. Der Kopf und der gesamte Körper ist dicht mit zahlreiche weißen Flecke übersät, die in zwei Größen vorhanden sind. Die Flossen sind leuchtend rot. Rückenflosse und die Schwanzflosse haben manchmal weiße Spitzen. Der Hinterrand der Schwanzflosse ist transparent. Die Zunge ist für gewöhnlich pinkfarben. Die Schuppen sind klein, dünn und fallen leicht ab. Die Seitenlinie beginnt am oberen Kiemenschlitz, verläuft dann in einem hohen Bogen oberhalb der Brustflossenbasis und dann entlang der Körpermitte bis zur Mitte des Schwanzstiels. Das Maul ist stark vorstülpbar (protraktil). Der Oberkiefer ist kürzer als der leicht vorstehende Unterkiefer. Kiefer und Gaumen sind zahnlos.
- Flossenformel: Dorsale I/49–50, Anale 40, Pectorale 22, Ventrale 15.[1]

Lampris incognitus ist von Lampris megalopsis, mit dem er sich einen kleinen Teil des Verbreitungsgebietes im zentralen Nordpazifik teilt, nur schwer zu unterscheiden. Bei Lampris incognitus liegt der horizontale Augendurchmesser in der Regel bei weniger als 5 % der Gesamtlänge, bei L. megalopsis ist der Augendurchmesser meist größer als 5 % der Gesamtlänge. Lampris incognitus ernährt sich vor allem von epipelagischen Fischen, während L. megalopsis Zooplankton frisst.
2015 wurde bekannt, dass Gotteslachse ihre Bluttemperatur fünf Grad über der des umgebenden Wassers halten können, indem sie mit den Bewegungen der Brustflossen Wärme erzeugen, die sich über den gesamten Körper verteilt. Die damals untersuchten Fische wurden als Lampris guttatus bestimmt. Tatsächlich handelte es sich aber um Exemplare von Lampris incognitus.